# Mapa mundi de Beatus de Liébana
Pour les articles homonymes, voir Mundi.

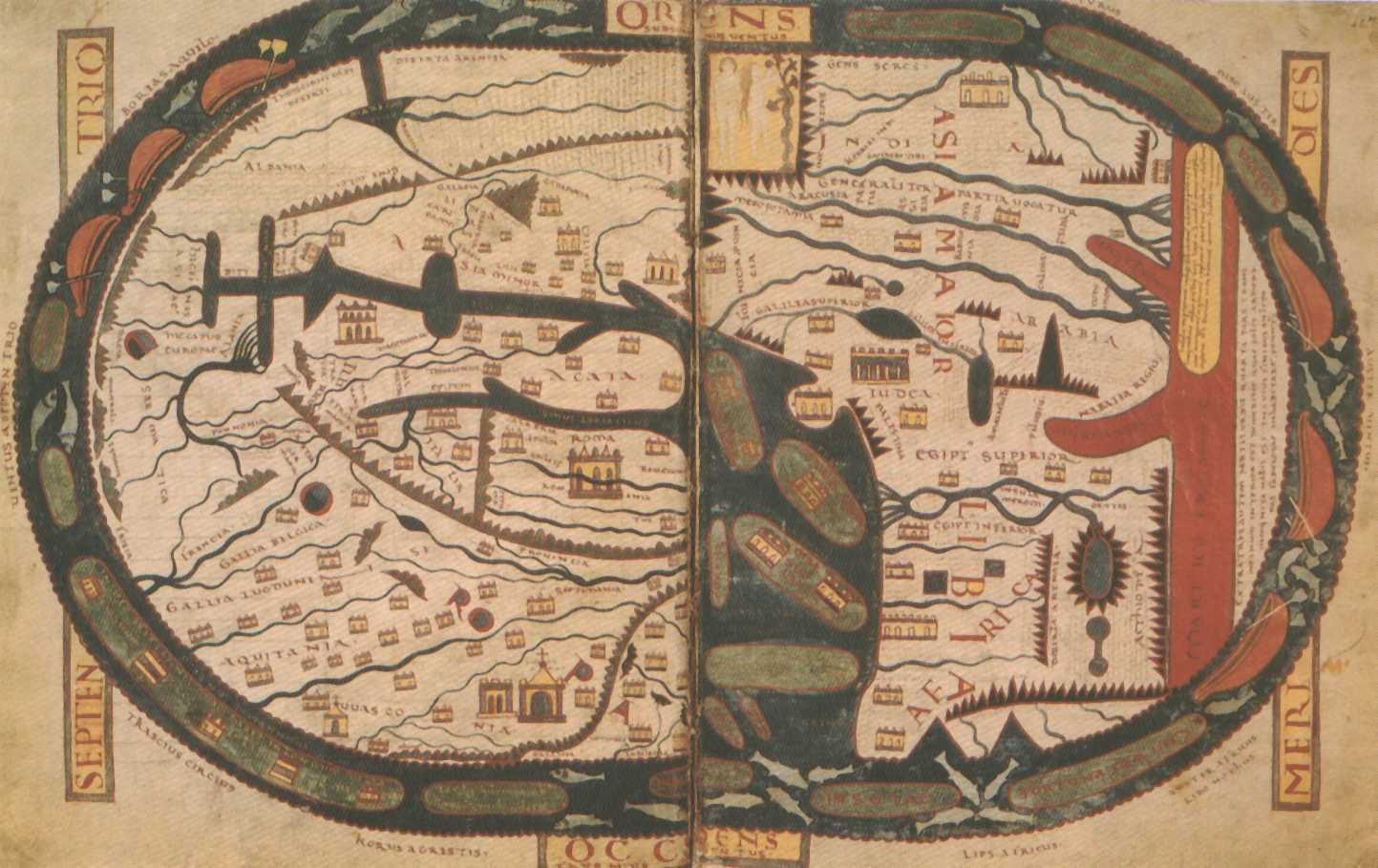
Mapa mundi du Beatus de Saint-Sever.

La Mapa mundi (mappemonde) de Beatus de Liébana est l'une des principales œuvres cartographiques du haut Moyen Âge.
Élaborée vers 780 par le moine éponyme, elle se base sur les descriptions d'Isidore de Séville, de Ptolémée et des Saintes Écritures. Le manuscrit original est perdu mais des copies relativement fidèles nous sont parvenues.
L'original figure dans le prologue du deuxième livre des Commentaires de l'Apocalypse de Beatus de Liébana. La carte a pour fonction principale d'illustrer la dispersion des Apôtres après la Pentecôte.

## La cosmologie européenne du haut Moyen Âge
La terre se présente comme un disque entouré d'océans. Elle se divise en trois continents : l'Asie (demi-cercle supérieur), l'Afrique (quart de cercle inférieur droit) et l'Europe (quart de cercle inférieur gauche). Ils correspondent respectivement aux territoires des descendants des fils de Noé : Sem, Cham et Japhet. Leurs masses sont séparées de cours d'eau ou de mers intérieures tels le Nil, le Bosphore et la mer Méditerranée. Au centre du monde se situe Jérusalem, ville sacrée du judaïsme et du christianisme. Cette position centrale de nombril du monde (umbiculum mundi) est usuelle dans la cosmogonie chrétienne médiévale ; dans la Divine Comédie, Dante commence son voyage en Enfer sous la ville de Jérusalem.
La représentation constitue un intermédiaire entre les cartes antiques schématisées, telle la célèbre table de Peutinger, et la carte en T typique du Moyen Âge. L'est étant placé en haut, la carte est dite « orientée ». De forme arrondie, la terre se divise en trois parties que sépare un tau. La Méditerranée, verticale, se trouve en bas, le Nil (ou la mer Rouge) à droite, le Bosphore (ou le Danube) à gauche. Dans la cartographie ultérieure, Jérusalem se situera en plein centre, au croisement des branches du T ; cela n'est pas encore le cas ici. La mer Rouge ne joue pas non plus son rôle de séparateur horizontal entre l'Afrique et l'Asie : elle se prolonge verticalement à l'emplacement de l'océan Indien. Le Nil et le Bosphore, au cours plutôt naturel, n'ont pas une importance exagérée. À propos du premier, on pourrait même presque parler de réalisme en examinant ses deux sources : la principale est un lac ; l'autre provient des montagnes d'Éthiopie, probable souvenir de l'Antiquité.

## Les continents

### Asie

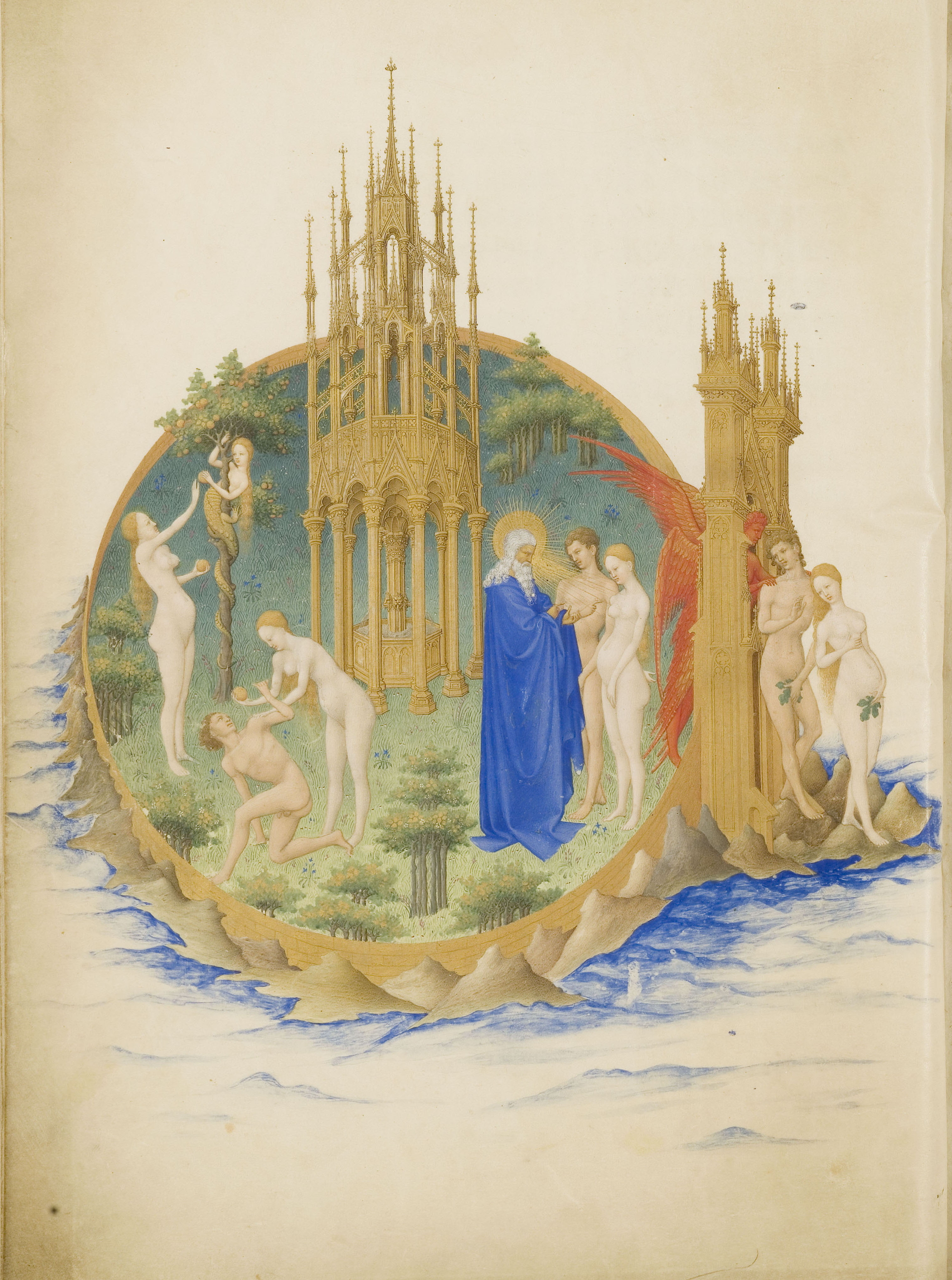
L'expulsion d'Adam et Ève du paradis terrestre, dans les Très Riches Heures du Duc de Berry.

Au Moyen Âge, le paradis se situe habituellement à la limite orientale du monde, donc en Asie. De fait sur la carte, à l'extrémité de cette dernière s'étend le jardin d'Eden d'où s'écoulent quatre grands fleuves : le Tigre, l'Euphrate, le Pishon et le Gihon – l'identification des deux derniers a suscité maintes hypothèses. Sur la côte méridionale, on observe l'Inde traversée par le Gange, l'Indus et l'Hipane. Hommes au teint sombre, éléphants, rubis et émeraudes y abondent. En face se situent les îles de Taprobane (Ceylan) et de Tyle (peut-être en Indonésie).
À l'ouest de l'Inde, donc plus bas sur la carte, entre l'Indus et le Tigre, se trouve un territoire nommé Partia. Il comprend cinq provinces : Aracusia, Assyrie avec sa capitale Ninive, Media mayor, Media menor et Perse.
Située entre le Tigre et l'Euphrate, la Mésopotamie se divise en Babylonie et Chaldée.
Au sud de l’Euphrate et du Sinus persicum (golfe Persique) s'étend l'Arabie. C'est une région désertique dont la partie sud, correspondant au Yémen actuel, est nommée Arabia felix (Arabie heureuse) à cause de sa terre fertile abondamment irriguée, riche en pierres précieuses. C'est la patrie de l'oiseau mythique nommé « phœnix ».
La frontière nord-ouest de l’Arabie, aux confins de l’ancien Empire romain, est délimitée par les monts Taurus, le Caucase, la Méditerranée et l'Euphrate. Elle regroupe trois provinces : Siria, la Phénicie et la Palestine. Ces zones sont davantage détaillées. Plus proches de l'Europe, donc mieux connues, elles éveillent une attention particulière qu'expliquent leur proximité avec la Terre sainte et le besoin de localiser les épisodes bibliques.

### Afrique
L'Afrique se reconnaît au Nil, qui comporte un lac à sa source. Une mer de couleur rouge baigne ses côtes. Le Maghreb s'appelle Libia.

### Europe

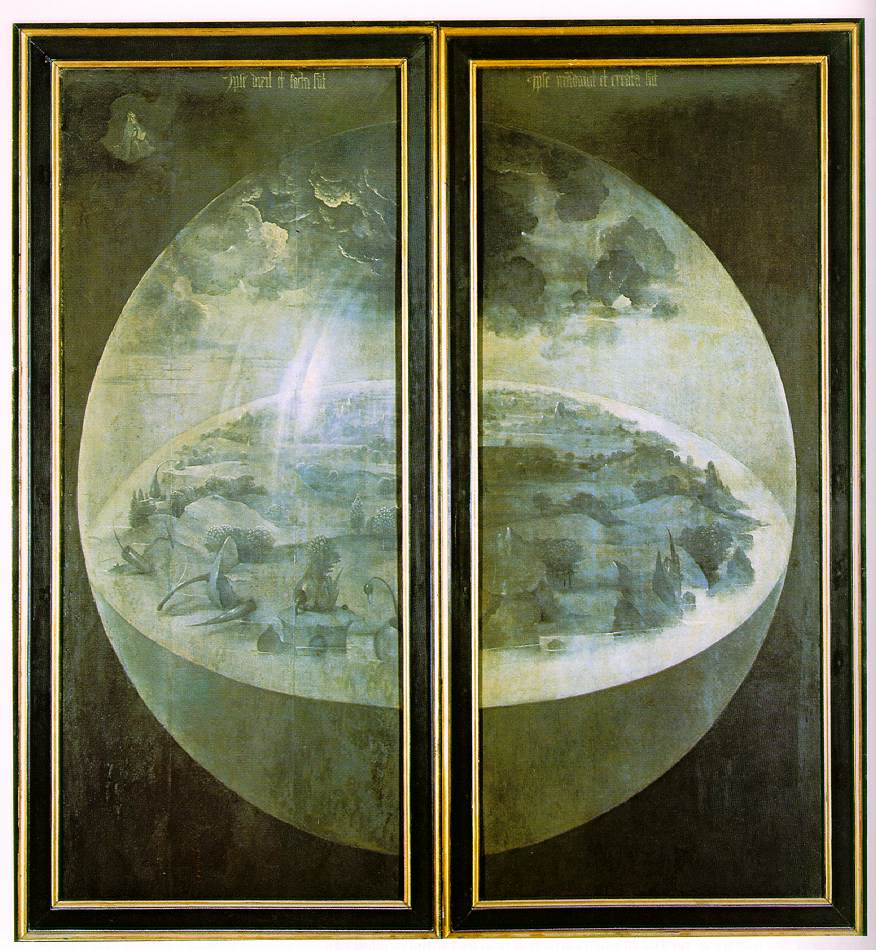
Cette image du Le Jardin des délices illustre le Weltanschauung juif, qui se reflète dans le livre de la Genèse. La Terre est un disque entouré de deux masses d'eau : les « eaux supérieures », qui tombent occasionnellement sur la Terre sous forme de pluie lorsque YHVH ouvre les vannes du Ciel, et les « eaux inférieures », formées par les mers, les lacs et l'Océan. Dans les profondeurs de la sphère cosmique se trouve le shéol, demeure des morts jusqu'au Jugement dernier.

L'Europe occupe la partie inférieure gauche de la carte. On y trouve l'Achaïe (la Grèce), au-delà de la mer Adriatique ; la péninsule italienne parcourue par le bassin du Pô et les Apennins, délimitée par la chaîne des Alpes ; la Gaule qu'irriguent le Rhône et le lac Léman ; enfin la péninsule Ibérique, au-delà des Pyrénées. Plus au nord, donc à gauche, la Gallia belgica et le Danube, dont on distingue le delta.

### Problème de la mappemonde duBeatus de Saint-Sever
La carte la plus connue en France, en provenance de l’abbaye de Saint-Sever dans les Landes, actuellement conservée à la B.N.F. (manuscrit latin 8878, folios 45 bis v° – 45 ter) , répond assez mal à la description qui précède.
En effet, elle ne décrit pas trois continents mais quatre .
Tout au sud (Meridies), en effet, par-delà la mer Rouge (mare Rubrum), au-delà de l’Océan (trans Oceanum), au sud de l’Arabie (Arabia), au sud de l’Éthiopie (Aethiopia), au sud de l’Inde (India), au sud, même, de Taprobane (Tapaprone), donc dans ce que nous appelons, de nos jours, l’hémisphère Sud, se trouve, peuplée ou déserte (fabulosae), la quatrième partie du monde (Orbis quarta pars) : le continent austral des Antipodes (Antipodas).
Peut-on vraiment dire que, dans cette mappemonde, « la terre se présente comme un disque entouré d’océans », alors que c’est au-delà de l’Océan (trans Oceanum), au Sud (in meridie), que ce prétendu disque place ce quatrième continent (quarta pars) où la légende (fabulosae), place nos Antipodes (Antipodas).
Le texte de douze mots remplissant le schéma de ce quatrième continent est, à une lettre près, la citation intégrale d’un passage d’Isidore de Séville (Étymologies, livre XIV, chapitre 5, § 17 : « Extra tres autem partes orbis quarta pars trans Oceanum interior est in meridie, quae solis ardore incognita nobis est ; in cuius finibus Antipodas fabulos[a]e inhabitare produntur », ce qui signifie : « Outre ces trois parties du monde (du globe ?) se trouve, dans le sud, au-delà de l’Océan, une quatrième partie, qui nous est inconnue, du fait de l’ardeur du soleil, dans laquelle, raconte-t-on, habitent les Antipodes de la légende ».
On peut hésiter sur la traduction du mot latin orbis qui, dans une cinquantaine d'occurrences répertoriées dans le Thesaurus linguae Latinae, désigne un espace « rond » à trois dimensions. Mais Isidore sait que la terre est sphérique, comme le montre le passage d’Étymologies, XVIII, 3, 4 (pilam) , indirectement corroboré par le v. 40 du poème de Sisebut (Nil obstante globo) .